# Reichenbach (Feuchtwangen)
Reichenbach ist ein Gemeindeteil der Stadt Feuchtwangen im Landkreis Ansbach (Mittelfranken, Bayern). Reichenbach liegt in der Gemarkung Mosbach.

## Geografie
Das Dorf liegt am linken Ufer der Wörnitz. 0,5 km nördlich befindet sich der Schloßberg (513 m ü. NHN), 0,5 km östlich der Rangen, beides Erhebungen der Sulzacher Randhöhen, einem Abschnitt der Frankenhöhe. Die Staatsstraße 1066 führt nach Sommerau (3 km östlich) bzw. zur Anschlussstelle 111 der Bundesautobahn 7 (1,2 km westlich). Die Staatsstraße 2222 führt nach Bergnerzell (0,6 km nordwestlich). Die Kreisstraße AN 5 führt nach Mosbach (2 km südlich).

## Geschichte
Reichenbach lag im Fraischbezirk des ansbachischen Oberamtes Feuchtwangen. Im Jahr 1732 bestand der Ort aus 13 Anwesen und 1 Gemeindehirtenhaus. Grundherren waren das Stiftsverwalteramt Feuchtwangen (3 Höfe, 1 Gut) und die Reichsstadt Dinkelsbühl (2 Halbhöfe, 1 Mühle, 6 Gütlein). Von 1797 bis 1808 unterstand der Ort dem Justiz- und Kammeramt Feuchtwangen. Die Zahl der Anwesen blieb unverändert.
Mit dem Gemeindeedikt (frühes 19. Jahrhundert) wurde Reichenbach dem Steuerdistrikt und der Ruralgemeinde Mosbach zugeordnet. Im Zuge der Gebietsreform in Bayern wurde Reichenbach am 1. Januar 1972 nach Feuchtwangen eingemeindet.

### Baudenkmäler
Der Ort hat ein ansprechendes Ortsbild durch eine Reihe von Fachwerkgiebelhäusern:
- Haus Nr. 09: veränderter Neubau von etwa 1930 anstelle eines Fachwerkhauses des 17. Jahrhunderts; zugehöriger Altsitz des 19. Jahrhunderts von vier zu vier Achsen mit gemauertem Untergeschoss, Fachwerkobergeschoss und Straßengiebel[8]
- Haus Nr. 12: Bauernhaus, eingeschossiges Gebäude mit Steildach, mit zweigeschossigem Quergiebel, 1839[9]
- Haus Nr. 13: Neubau mit bezeichnetem Wappenrelief der Markgrafen von Ansbach, Hirschstangen und Jahreszahl „1764“[8]
- Haus Nr. 14: Wohnstallhaus des 19. Jahrhunderts mit gemauertem Untergeschoss von sechs zu vier Achsen; dreigeschossiger Fachwerkgiebel, Satteldach[8]
- Haus Nr. 15: Wohnstallhaus eines Bauernhofes, eingeschossiges Gebäude mit Steildach, mit Fachwerkobergeschoss und Fachwerkgiebel, Mitte 19. Jahrhundert, 1934 renoviert[9]
- Flachsbrechhaus, eingeschossiger Satteldachbau, Naturstein, wohl aus dem 19. Jahrhundert; neben Haus Nr. 16.[9]
- Eigenfeld: Steinkreuz, Sandstein, mittelalterlich; ca. 850 m nordwestlich der Ampfrachbrücke[9]

### Einwohnerentwicklung
| Jahr      | 001818 | 001840 | 001861 | 001871 | 001885 | 001900 | 001925 | 001950 | 001961 | 001970 | 001987 |
| Einwohner | 86     | 100    | 120    | 126    | 131    | 131    | 125    | 150    | 116    | 121    | 90     |
| Häuser    | 14     | 19     |        |        | 23     | 22     | 23     | 23     | 24     |        | 24     |
| Quelle    | [ 11 ] | [ 12 ] | [ 13 ] | [ 14 ] | [ 15 ] | [ 16 ] | [ 17 ] | [ 18 ] | [ 19 ] | [ 20 ] | [ 1 ]  |

## Religion
Der Ort ist seit der Reformation evangelisch-lutherisch geprägt und bis heute nach St. Michael (Mosbach) gepfarrt. Die Einwohner römisch-katholischer Konfession sind nach St. Ulrich und Afra (Feuchtwangen) gepfarrt.